# Cabarroguis
Cabarroguis ist eine Stadtgemeinde in der philippinischen Provinz Quirino. Sie ist Sitz der Provinzregierung der Provinz Quirino und zählte im Jahr 2015 30.582 Einwohner.
Cabarroguis ist in die folgenden 17 Baranggays aufgeteilt:
| - Banuar - Burgos - Calaocan - Del Pilar - Dibibi - Dingasan - Eden - Gomez - Gundaway | - Mangandingay - San Marcos - Santo Domingo - Tucod - Villa Peña - Villamor - Villarose - Zamora |